# 莱萨维龙
莱萨维龙（法語：Les Avirons，法語發音：[lez‿aviʁɔ̃]）是法国海外省留尼汪的一个市镇，属于圣皮埃尔区。

## 地理
莱萨维龙（21°14'31"S, 55°20'0"E）面积26.27 平方千米，位于法国海外省留尼汪。
与莱萨维龙接壤的市镇（或旧市镇、城区）包括：锡拉奥斯、莱唐萨莱、圣勒、圣路易。
莱萨维龙的时区为UTC+04:00。

## 行政
莱萨维龙的邮政编码为97425，INSEE市镇编码为97401。

## 政治
莱萨维龙所属的省级选区为莱唐萨莱县。

## 人口

1962-2008年间莱萨维龙人口变化图示

莱萨维龙于2022年1月1日时的人口数量为11445人。